# مدل AD-AS

نمودار عرضه/تقاضای کل

مدل AD-AS یا مدل تقاضای کل-عرضه کل یک مدل اقتصادی کلان و پرکاربرد است که تغییرات اقتصادی کوتاه‌مدت و بلندمدت را در تعادل تقاضای کل (AD) و عرضهٔ کل (AS) توضیح می‌دهد. در نسخهٔ قدیمی و پایا، این نمودار آن سطح قیمت و تولید حقیقی‌ای را نشان می‌دهد باعث تعادل میان تقاضای کل و عرضه کل می‌شود، و در نسخهٔ جدیدتر و پویا، رابطهٔ تولید و تورم را نشان می‌دهد.